# Decatur, Illinois
Decatur (phát âm /dəˈkeɪtər/) là một thành phố ở tiểu bang Illinois, Hoa Kỳ. Thành phố này thuộc quận Macon. Thành phố có diện tích km2, dân số là 81.500 người (thời điểm năm 2000).